# Jeremy Fragrance

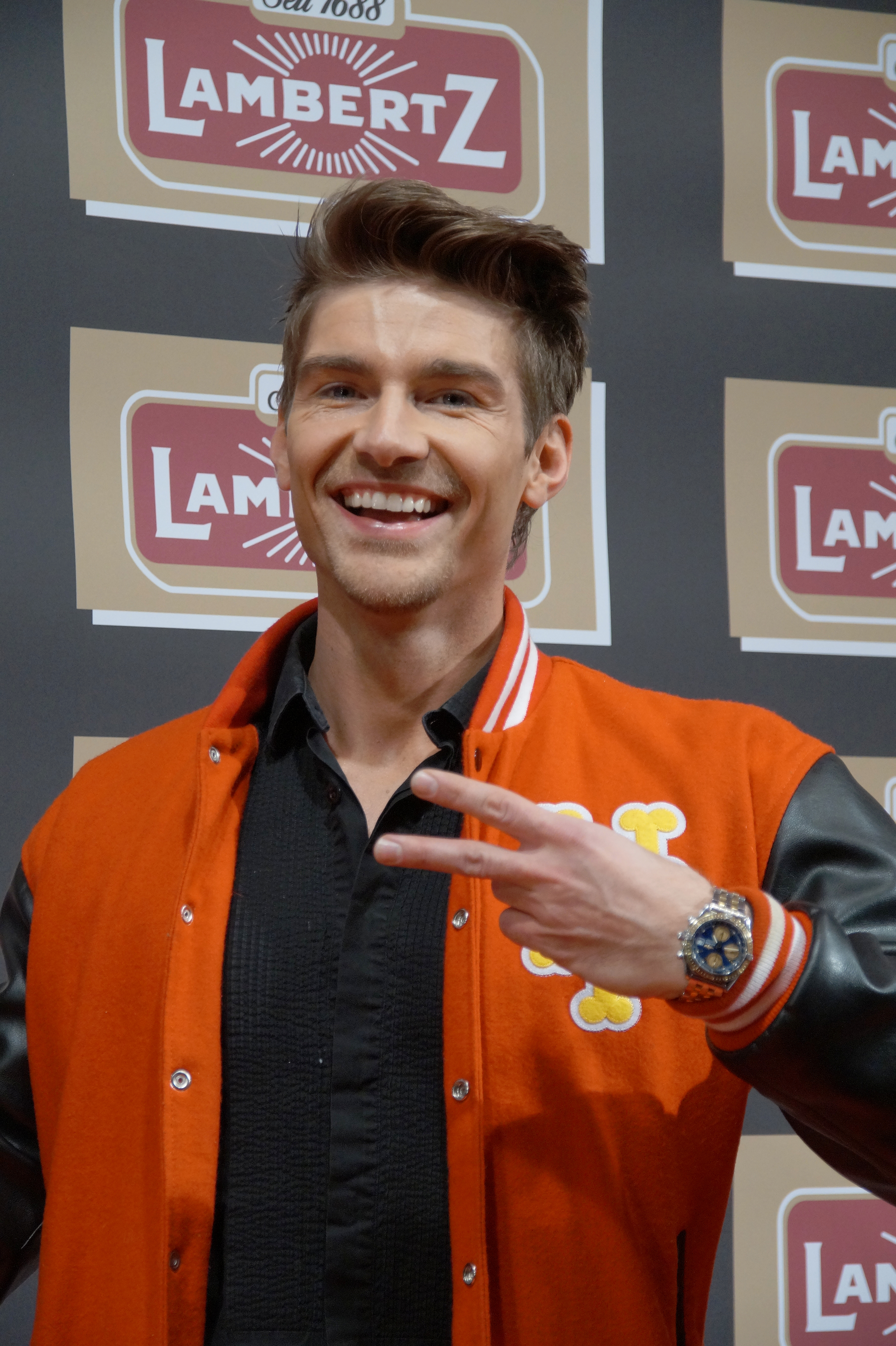
Jeremy Fragrance (2016)

Jeremy Fragrance (zwischenzeitlich Jeremy Williams, bürgerlich Daniel Schütz; * 5. Februar 1989 in Oldenburg als Daniel Sredzinski) ist ein deutscher Unternehmer, Webvideoproduzent und Influencer. Internationale Bekanntheit erlangte er durch zahlreiche Onlinevideoclips über Parfüms.

## Werdegang
Fragrance wuchs als Kind polnischer Einwanderer in Oldenburg auf und lebte zeitweise im Bonner Ortsteil Holzlar. Über das Schultheater bekam er Bezug zum Tanzen, begann daraufhin einen Nebenjob im Oldenburgischen Staatstheater und produzierte privat ab 2007 Tutorials über Tanz. Fragrance war unter dem Künstlernamen Jeremy Williams von 2008 bis 2010 Mitglied der wenig erfolgreichen Casting-Band Part Six. Danach war er kurzzeitig Teil des Musikprojekts Golden Circle; mit All of Me veröffentlichte er 2011 auch ein Musikstück als Solokünstler. Danach begann er ein Studium zum Wirtschaftsingenieur und modelte nebenbei.
Ab 2014 konzentrierte sich Fragrance auf die Vorstellung von Parfüms auf der Internetvideoplattform YouTube. Dabei agiert er zweisprachig; neben einem deutschen führt er einen deutlich erfolgreicheren englischsprachigen Kanal. Schon eines der ersten Videos erzielte über zwei Millionen Aufrufe. Ab 2022 lag der Schwerpunkt seiner Social-Media-Aktivität auf TikTok, wo er Ende 2023 etwa 7,3 Millionen Follower hatte. Als Markenzeichen trägt Fragrance einen weißen Herrenanzug. Sein wiederkehrender Slogan ist „Power!“
Im Jahr 2018 wurde sein Video 5 Reasons to Wear Fragrances (5 Gründe, Düfte zu tragen) von The Fragrance Foundation im Rahmen einer in New York stattfindenden Preisverleihung mit dem FiFi Award für den besten Parfüm-Vlog ausgezeichnet.
Über eine Kickstarter-Kampagne mit dem Ziel, 25.000 Euro zur Kreation einer eigenen Marke zu sammeln, generierte Fragrance fast 800.000 Euro und bot daraufhin ab 2018 seine eigene Parfümkollektion in einem Online-Shop an. Im Jahr 2022 gab Fragrance, der sich als Multimillionär bezeichnet, an, dass er mit jedem veröffentlichten Video mehrere Zehntausend Euro verdiene. Den größten Umsatz mache er nicht mehr mit Werbeverträgen, sondern mit seinen eigenen Parfüms.
Anfang November 2021 wurde Fragrance vom pakistanischen Premierminister Imran Khan zusammen mit Darstellern der türkischen Fernsehserie Diriliş Ertuğrul zu einem PR-Termin eingeladen. Darüber hinaus pflegt Fragrance laut eigenen Angaben Kontakte zum Herrscherhaus der Vereinigten Arabischen Emirate.
Fragrance ist wiederholt bei Auftritten im Fernsehen und in Internetshows zu sehen, so zum Beispiel bei Late Night Berlin (ProSieben), dem eigenen YouTube-Kanal von Leeroy Matata oder World Wide Wohnzimmer (Funk). Im Jahr 2022 strahlte Kabel Eins ein Porträt über Fragrance unter dem Titel Über Geld spricht man doch aus. Ab Mitte November desselben Jahres war Fragrance Teilnehmer der zehnten Staffel der Reality-Show Promi Big Brother. Nach seinem freiwilligen Auszug am 6. Tag wurde er von einem Kamerateam begleitet; die Reportage Jeremy Fragrance – Number One: Von Promi-Big-Brother zurück in die Welt wurde Anfang Dezember 2022 auf Sat.1 ausgestrahlt. Für Aldi Nord war er in einem Werbespot zu sehen.
Im Juni 2023 erschien sein Buch Power, Baby! Die Jeremy-Fragrance-Story. Ab Oktober war die fünfteilige Realityserie Jeremy Fragrance – Power, Baby! bei Sky Deutschland verfügbar.
Fragrance lebte zeitweilig in Los Angeles, Miami und London; in Oldenburg ist er beheimatet. Fragrance, der streng katholisch erzogen wurde, bezeichnet sich als gläubig.

## Rezeption und Kontroversen
Fragrance propagiert wie viele andere Influencer eine exzesshafte Selbstoptimierung. Er zeigt sich stets optimistisch und stellt die Wichtigkeit eines hohen Selbstwertgefühls heraus. Er fällt dabei jedoch aus dem Rahmen, wenn er zum Beispiel „mitten in Tutorialvideos völlig [abschweift], unverhofft in die Kamera [brüllt], halb nackt durch Innenstädte [joggt], zu den unpassendsten Gelegenheiten einarmige Liegestütze [macht]“. Das Redaktionsnetzwerk Deutschland beurteilt das Tun des Exzentrikers als „so absurd und bizarr, dass der 35-Jährige inzwischen ein lebendes Meme geworden ist“. Im Laufe der Zeit seien Fragrances Videos „immer lauter, immer schriller, immer bizarrer“ geworden. Wiederkehrend spricht Fragrance auch über seine sonderbaren Essgewohnheiten und täglichen Routinen, die der Gesundheit dienlich seien. „In den Blicken seines Gegenübers ist meist eine Mischung aus Bewunderung und gleichzeitigem Kopfschütteln zu sehen.“
Spekulationen, sein Verhalten sei durch Drogenmissbrauch zu erklären, widerspricht Fragrance: Sein „Koksstyle“ sei pure Absicht, um Aufmerksamkeit und Klicks zu generieren. In der Talkshow deep und deutlich sagte er 2021: „Ich ernähre meine ganze Familie, indem ich rumhampel wie ein Vollidiot. Es ist einfach so, dass ich damit total viel Kohle verdiene.“ Auch bei seinem Auftritt auf der Onlinekonferenz OMR sagte Fragrance 2023: „Ich habe in meinem Leben noch nie Drogen genommen – ich trinke auch keinen Alkohol […] Ich habe ein ziemlich krasses Mindset und ich bin auch ethisch sehr geil unterwegs.“ Die Wirtschaftswoche kritisierte den in der weiteren Rede „zur Schau getragenen Chauvinismus“ als „mehr als nur einen riesigen Fremdschämfaktor“.
Von seinen Fans wird der Parfümfluencer verehrt. „Insbesondere auch für Männer ist Fragrance ein Vorbild im Kosmetikbereich – ernst zu nehmende männliche YouTuber dieser Branche gibt es nur wenige.“
Fragrance zeigte sich im Dezember 2023 in Instagram-Storys mit mehreren rechtsextremen und rechtspopulistischen Politikern bei einer Wahlkampfgala von Donald Trump, darunter dem AfD-Spitzenkandidaten für die Europawahl 2024 Maximilian Krah, dem ehemaligen FPÖ- und BZÖ-Politiker Gerald Grosz, dem AfD-nahen Journalisten David Bendels und einem der bekanntesten Aktivisten der Identitären Bewegung. Zudem postete Fragrance ein Bild, auf dem er für den AfD-nahen Deutschland-Kurier wirbt, dessen Chefredakteur Bendels ist. Björn Höckes Büroleiter bezeichnete diese Aktionen als „metapolitischen Erfolg“ für die AfD. Sky Deutschland nahm infolgedessen eine Realityserie über Fragrance aus dem Programm. Fragrance begegnete der Kritik daraufhin, dass er als Christ am ehesten aufgrund ihres Namens für die CDU stehe.

## Bibliographie
- Jeremy Fragrance: Power, Baby! Die Jeremy-Fragrance-Story. 1. Auflage. Plaza, 2023, ISBN 978-3-96664-709-0.

## Diskografie
- How to Fragrance (2023)
- Ibiza Forever (2013, als Teil der Künstlergruppe Golden Circle)